# František Langer
František Langer (ur. 3 marca 1888 w Pradze, zm. 2 sierpnia 1965 tamże) – czeski i czechosłowacki lekarz, poeta, eseista, dramaturg, krytyk literacki i publicysta.
W 1914 roku ukończył studia medyczne. W 1916 roku wstąpił do czechosłowackich legionów w Rosji.
Po powrocie z I wojny światowej w 1920 roku pracował jako lekarz wojskowy. W latach 1935–1938 stworzył pięć dramatów. Były to: Železný vlk, Listy z kroniky legií, Periférie, Dvaasedmdesátka oraz Jízdní hlídka.
W 1939 roku emigrował do Francji (przez Polskę). W 1945 roku powrócił do Czechosłowacji.
W latach 50. i 60. Langer napisał cztery komedie. Były to: Velbloud uchem jehly, Grandhotel Nevada, Obrácení Ferdyše Pištory oraz napisana w 1963 roku – Byli a bylo.